# Pseudoprospero
Pseudoprospero là một chi thực vật có hoa trong họ Asparagaceae. Đây là một chi đơn loài Pseudoprospero firmifolium.